# The Shore (Leith)
The Shore est une rue historique et pittoresque de Leith, la zone portuaire d'Édimbourg, qui longe la dernière section de la rivière Water of Leith avant qu'elle ne traverse les quais de Leith pour se jeter dans le Firth of Forth.

## Histoire

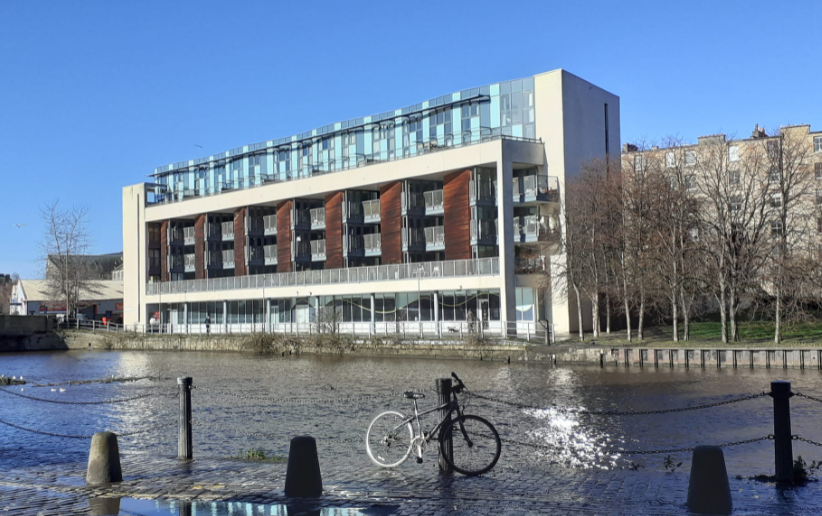
Quai Ronaldson face à The Shore

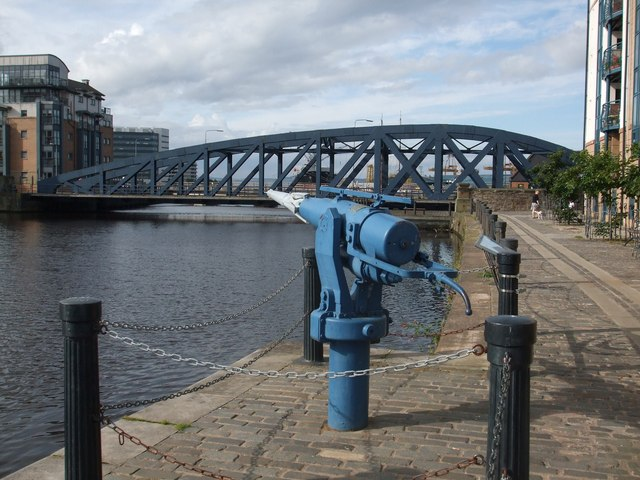
Canon à harpon à l'extrémité nord de The Shore

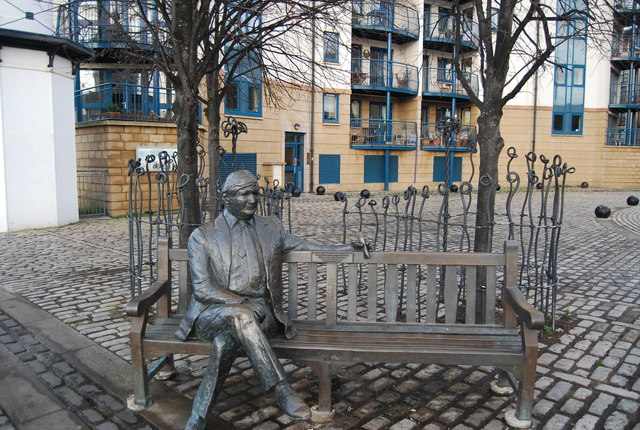
Statue de Sandy Irvine Robertson

Le site était un port depuis l'époque anglo-saxonne.
En raison de son emplacement, il était le point d'arrivée de plusieurs monarques lors de visites dans la ville : Marie Stuart (1561) ou Anne de Danemark (1590), Charles II (1651) et George IV (1822). La visite de la reine Victoria en 1842 a eu lieu dans les docks de Leith plutôt que sur The Shore.
En mai 1544, pendant la guerre anglo-écossaise de Rough Wooing, une armée anglaise arriva à Leith avec l'intention de brûler Édimbourg. Les navires anglais ont déchargé de l'artillerie lourde sur le quai de The Shore, destinée à être utilisée contre les portes d'Édimbourg et le château d'Édimbourg.
The Shore fut le premier endroit à Leith à installer un éclairage public : des lampes à huile en 1771 (pour empêcher des personnes de tomber dans la rivière dans l'obscurité). Ce fut également la première rue d'Édimbourg à avoir des lampadaires électriques (1895) desservis par une centrale électrique locale.
Jusqu'en 1969, l'eau était soumise aux marées, mais en raison de la construction d'écluses sur le bord extérieur des quais de Leith, l'eau est désormais en permanence 1 m plus haute que l'ancien niveau de marée haute.
Le plan du conseil municipal de Leith du début des années 1950 prévoyait la démolition complète du Shore et son réaménagement en hangars industriels. Cette mesure a été adaptée pour permettre les projets de logements modernes et les démolitions et réaménagements se sont propagés vers la côte dans les années 60 et 70. Pendant ce temps, The Shore était laissé à l’abandon. En 1980, il ne restait plus que deux bâtiments habités, sans compter les quelques bars du rez-de-chaussée qui parvenaient encore à générer des bénéfices.
L'obstacle secondaire était une immense zone d'exclusion de santé et de sécurité centrée sur les quais de Leith, qui interdisait tout nouveau développement résidentiel en raison de la valeur explosive des engrais stockés dans les industries agricoles écossaises dans un rayon de 1 km. Cette restriction a été abandonnée en 1983.
Tout cela a commencé à changer dans les années 1980, lorsqu'une mode de restauration, combinée à des valeurs immobilières très basses à Leith, a permis à un certain nombre de petits promoteurs immobiliers de risquer certains projets de restauration. Couplé avec le renouveau du logement, le Shore et ses environs sont devenus un pôle d'attraction pour les restaurants et le nouveau concept de pubs gastronomiques. À l'heure actuelle, Leith compte trois restaurants étoilés Michelin : The Kitchin, Martin Wishart et Heron.
La récession généralisée de la fin des années 1980 a stoppé le développement, mais celui-ci a repris en 1993 et à partir de ce moment-là a commencé une ascension fulgurante... passant d'un des quartiers les moins désirables de la ville à l'un des plus prisés. À tort ou à raison, il est perçu comme un nouveau bastion des yuppies, même si la majorité des nouveaux projets de logements sont destinés à la Port of Leith Housing Association.
L'arrêt de tramway The Shore a ouvert en juin 2023. Il est situé à 200 mètres à l'est le long de la rue Bernard, à la jonction nord de Constitution Street.

## Bâtiments/Structures remarquables[10]

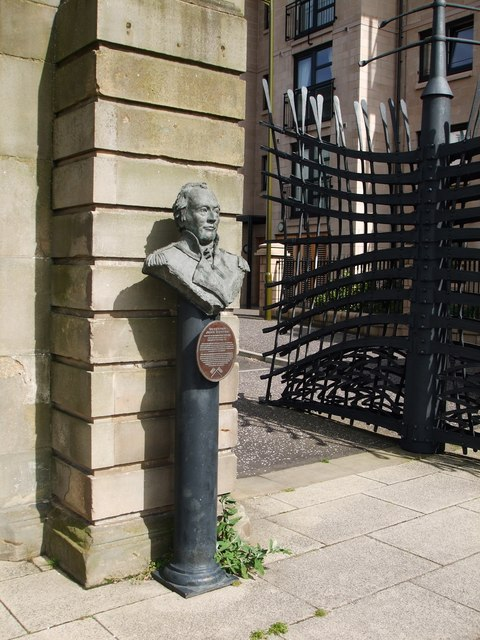
Buste de l'amiral John Hunter

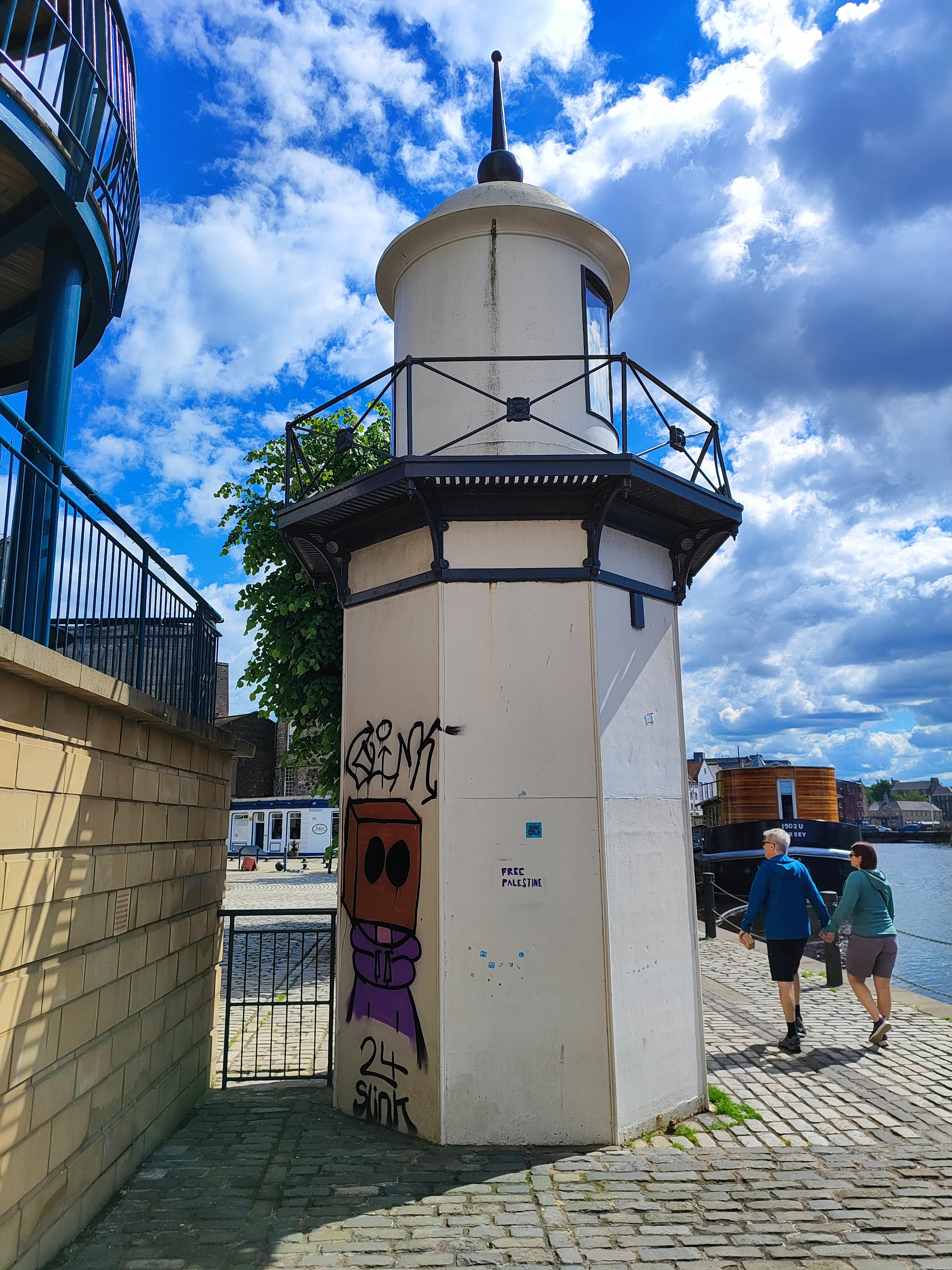
Phare sur le rivage

- Lamb's House – juste à proximité, une rare maison de marchand de 1630 (restaurée en 2012)
- Tour de signalisation – construite à l'origine comme un moulin à vent au sommet d'une base en pierre à gradins de quatre étages en 1685, convertie en tour de signalisation pendant les guerres napoléoniennes
- 20 Shore – porte préservée de 1678
- Le King's Wark – reconstruit en 1705 et restauré en 1972 en tant qu'appartements de l'association de logement au-dessus d'un pub
- Porte préservée au sud de Kings Wark – 1711
- Pub Malt & Hops – 1745, l'un des plus anciens pubs d'Écosse
- La Tonnellerie – construite comme entrepôt vers 1760, la première conversion d'entrepôt à Leith
- Le bord métallique du côté ouest (à côté de la Tonnellerie) marque la première cale sèche d'Écosse en 1771
- Pont de Sandport – 1780 avec section centrale construite en 1950 pour remplacer le pont-levis montant
- Un grand couvercle circulaire en fer sur la face de la rive est de la rivière en pierre marque l'endroit où le premier égout d'Écosse (1785) sur Bernard Street, se déversait dans la rivière.
- Custom House – 1812
- Ancien hôtel de bord – années 1860 avec pierre sculptée du XVIIe siècle et maquette de bateau (John Boy) sur la façade (au-dessus de la maison publique « The Ship »)
- Hôtel Malmaison – construit comme auberge de marins « L'Ange » 1883
- Statue de Sandy Irvine Robertson sur un banc – extrémité nord 1995
- Faux phare (extrémité nord) – 1995 fabriqué à partir de sections récupérées d'un phare plus grand de Burntisland
- Harpon moderne (extrémité nord juste au-delà du mur de séparation) – harpon des années 1950 offert en 1996 lorsque Christian Salvesen a déménagé son siège social hors de Leith
- Monument de la colonne rostrale aux marins de la marine marchande – extrémité nord 2010[11]
- Ronaldsons Wharf – élu meilleur réaménagement de friche industrielle de 2004[12]
- Nouvelles portes de quai pivotantes – installées pour accueillir la foule lors de la course des grands voiliers en 1995[13]

## Mémoriaux

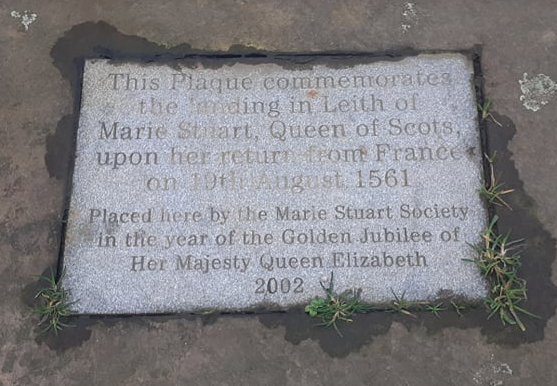
Plaque marquant le point de débarquement de Marie Stuart, reine d'Écosse, sur la côte, à Leith

- Plaque indiquant le point de débarquement de Marie Stuart (gravée dans la pierre au bord de la rivière en face du Kings Wark)
- Buste du vice-amiral John Hunter, gouverneur d'Australie, aux portes du quai – offert par l'Australie en 1996[14]
- Une incrustation de métal de 6 m de long dans les pavés à l'extrémité sud du rivage représente le cours de Water of Leith.